# Gertrud Casselli
Gertrud Elisabeth Leontine Casselli, född 25 mars 1840 i Ramsberg i Örebro län, död 16 juli 1931 i Stockholm, var en svensk konstnär och lärare.
Hon var dotter till bruksägaren Jöns Casselli och Christina Lovisa Vilhelmina Hedin. Efter avslutad utbildning anställdes hon som lärare vid Högre lärarinneseminariet i Stockholm där hon var verksam 1872–1902. Vid sidan av sitt arbete var hon verksam som tecknare och målare.